# Plac Politechniki w Warszawie

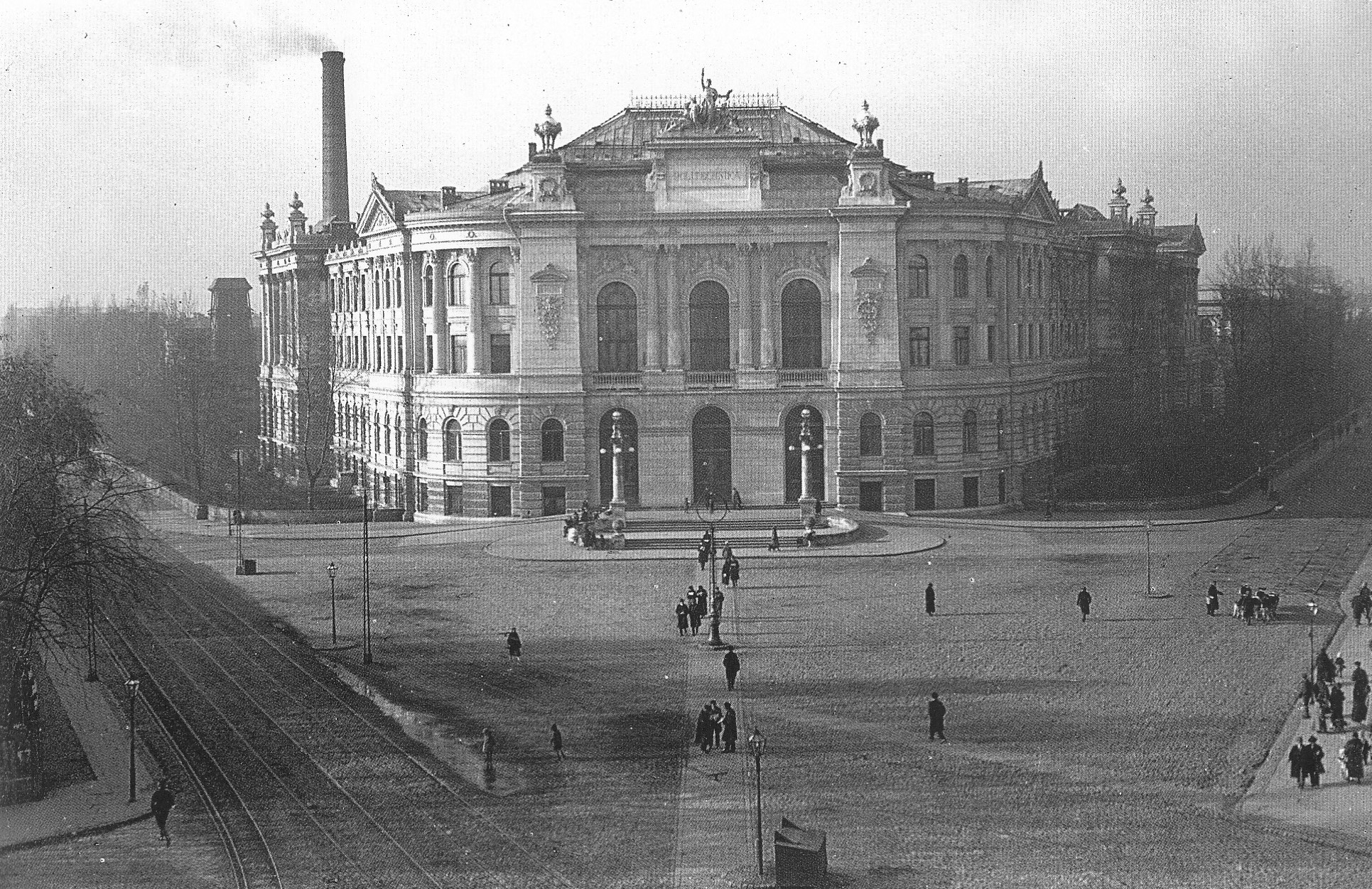
Plac Politechniki przed 1939 rokiem

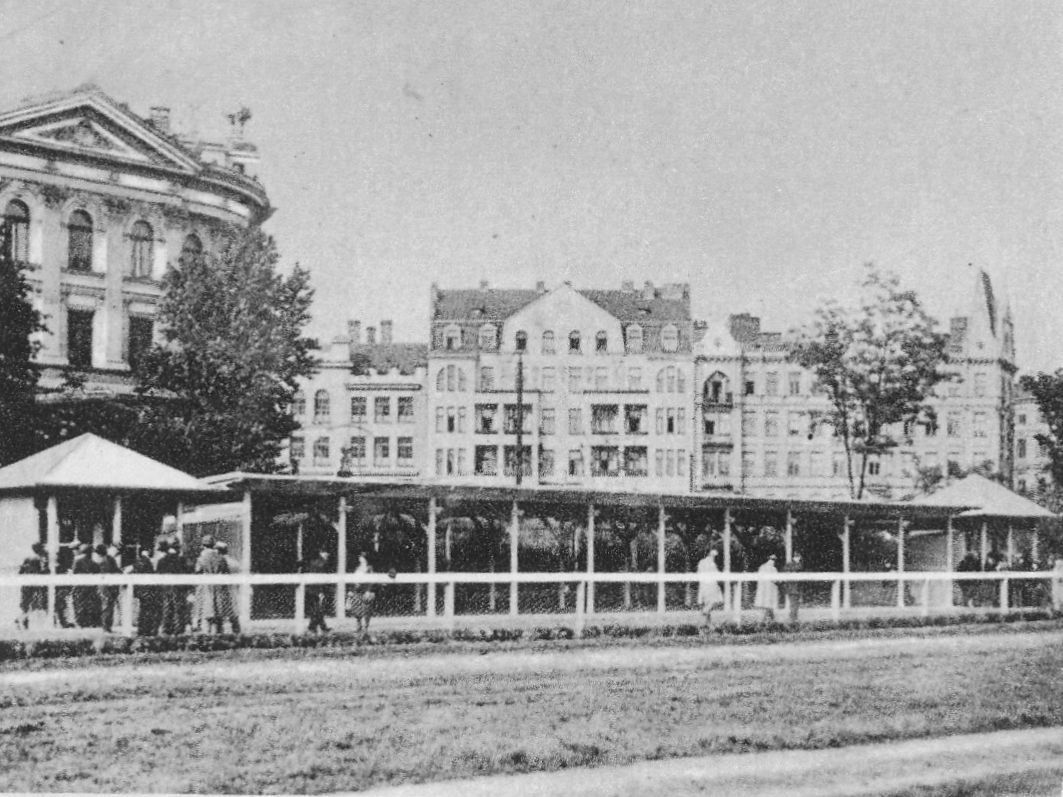
Tor wyścigów konnych znajdujący się w obecnym miejscu gmachu Wydziału Elektroniki i Technik Informacyjnych Politechniki Warszawskiej

Plac Politechniki – plac w dzielnicy Śródmieście w Warszawie.

## Układ
Na placu zbiegają się ulice:
- Nowowiejska
- Noakowskiego
- Lwowska
- Jana i Jędrzeja Śniadeckich
- Polna.

Ze względu na małą szerokość tych ulic, tylko ulice Polna i Nowowiejska (po zachodniej części placu) mają charakter dwukierunkowy. Ulice Noakowskiego, Nowowiejska (ze strony wschodniej) oraz Śniadeckich wyłącznie doprowadzają ruch do placu, zaś Lwowska wyłącznie go wyprowadza.
Plac Politechniki zachował w dużej mierze kształt XVIII-wiecznego placu gwiaździstego. W większości jego otoczenia, przede wszystkim po północnej stronie przecinającej go ul. Nowowiejskiej znajduje się ścisła zabudowa wielkomiejska, z nieco cofniętą sylwetką Gmachu Głównego Politechniki Warszawskiej. Po południowej stronie tej ulicy znajduje się skwer oraz budynki Politechniki.
Główną ulicą i osią placu jest ul. Nowowiejska, wzdłuż której biegnie linia tramwajowa.

## Historia
Plac został ukształtowany w ramach tzw. założenia ujazdowskiego oraz osi stanisławowskiej. Zaplanowano go pod koniec lat 60. XVIII wieku razem z dwoma innymi placami (Na Rozdrożu i Zbawiciela) wzdłuż tzw. Drogi Wolskiej (Królewskiej). Ze względu na przebiegające brzegiem placu wały miejskie (wzdłuż obecnej ulicy Polnej) plac posiadał gwiaździsty charakter tylko w swojej północnej części, co widoczne jest do dzisiaj.
W 1784 pomiędzy placem a dzisiejszym pl. Zbawiciela powstała osada Nowa Wieś, od której wzięła swoją nazwę ulica Nowowiejska
Pod koniec XIX i na początku XX wieku plac otoczyła zabudowa wielkomiejska. W 1902 został uregulowany w związku z budową gmachu głównego Politechniki Warszawskiej.
Po stronie południowej placu, na Polu Mokotowskim, znajdował się tor wyścigów konych.
W czasie II wojny światowej część zabudowy uległa zniszczeniu. Uchwałą Rady Narodowej m.st. Warszawy z dnia 19 grudnia 1949 nadano bezimiennemu dotychczas placowi nazwę plac Jedności Robotniczej dla upamiętnienia kongresu zjednoczeniowego PPR i PPS, który odbył się w gmachu Politechniki w dniach 15–21 grudnia 1948.
W okresie powojennym budowa nowych budynków niezwiązanych z założeniem placu naruszyła jego założenie i układ. W latach 1965–1966 przy placu wzniesiono gmach Wydziału Elektroniki Politechniki Warszawskiej.
Plac nosił nazwę placu Jedności Robotniczej do 1989, gdy nadano mu obecnie obowiązującą nazwę plac Politechniki.

## Ważniejsze obiekty
- Gmach Główny Politechniki Warszawskiej
- Pomnik poświęcony udziałowi profesorów Politechniki Warszawskiej w akcji V1 i V2